# Rafał Matyja
Rafał Matyja (ur. 19 września 1967 w Warszawie) – polski historyk i politolog, doktor habilitowany nauk społecznych, twórca i wieloletni prodziekan Wydziału Studiów Politycznych i kierownik Zakładu Studiów Politycznych Wyższej Szkoły Biznesu – National Louis University w Nowym Sączu, obecnie profesor Uniwersytetu Ekonomicznego w Krakowie, publicysta, redaktor naczelny kwartalnika „Praktyka Polityczna”. Autor hasła budowy IV Rzeczypospolitej.

## Życiorys
Jest absolwentem Wydziału Historycznego Uniwersytetu Warszawskiego (magisterium w 1992). W 2001 uzyskał stopień naukowy doktora nauk humanistycznych w Instytucie Studiów Politycznych PAN na podstawie rozprawy „PRL w refleksji politycznej lat 1956–1980” (promotor Wojciech Roszkowski). W 2014 uzyskał stopień doktora habilitowanego na Wydziale Studiów Międzynarodowych i Politycznych Uniwersytetu Jagiellońskiego na podstawie oceny dorobku naukowego i pracy pt. „Rywalizacja polityczna w Polsce”.
Działalność polityczną rozpoczął w latach osiemdziesiątych jako uczestnik opozycyjnego Ruchu Młodej Polski, a potem niezależnej organizacji studenckiej Liga Akademicka. Na początku lat 90. był współzałożycielem i jednym z liderów prawicowych i konserwatywnych partii politycznych: Forum Prawicy Demokratycznej (1990), Koalicji Republikańskiej (z której listy bez powodzenia startował w wyborach do Sejmu w 1991), Partii Konserwatywnej (1993) i Koalicji Konserwatywnej (1995). Po 1996 zajął się przede wszystkim publicystyką oraz pracą naukową i ekspercką.
W latach 1992–1993 był Sekretarzem Biura Programowego Rządu w Urzędzie Rady Ministrów odpowiadającym m.in. za pisanie przemówień premier Hanny Suchockiej. W 1993 został sekretarzem Komisji Wspólnej Rządu i Samorządu Terytorialnego. W okresie 1997–2001 współpracował z Michałem Kuleszą, pełnomocnikiem rządu Jerzego Buzka ds. reformy administracji publicznej, Wiesławem Walendziakiem, ministrem-szefem kancelarii premiera Buzka i Kazimierzem Michałem Ujazdowskim, ministrem kultury i dziedzictwa narodowego w tym rządzie. W latach 2004–2005 był doradcą wicemarszałka Sejmu Kazimierza Michała Ujazdowskiego.
W 1997 został asystentem w Katedrze Studiów Politycznych Szkoły Głównej Handlowej, a w 2000 przeniósł się do Nowego Sącza, gdzie współtworzył Wydział Studiów Politycznych WSB-NLU. Od 2014 profesor nadzwyczajny w Wyższej Szkole Informatyki i Zarządzania w Rzeszowie.
Pierwsze kroki w publicystyce stawiał jako redaktor pisma drugiego obiegu „Nurt”. Od 1987 był współpracownikiem a od 1990 sekretarzem redakcji pisma „Polityka Polska” związanego z RMP. Potem był redaktorem miesięcznika „Samorząd Terytorialny” (1994–1995), prawicowego tygodnika opinii „Nowe Państwo” (1995–1997) oraz redaktorem naczelnym „Kwartalnika Konserwatywnego” (1997–2000). W 1994 był również doradcą zarządu telewizji publicznej kierowanej przez Wiesława Walendziaka i współtwórcą jej sztandarowych programów, zwłaszcza „Pulsu dnia”. Publikował na łamach prasy codziennej: „Rzeczpospolitej”, „Gazety Wyborczej”, „Życia Warszawy” a potem „Życia”. W 2006 został współpracownikiem a potem stałym autorem „Dziennika. Polska-Europa-Świat”.
W swej publicystyce przedstawił pomysł budowy IV Rzeczypospolitej jako państwa zrywającego ciągłość z praktyką ustrojową PRL, ale nie tylko w sferze symboliki, ale przede wszystkim instytucji i praktyki ustrojowej. Inne tematy jego twórczości to krytyka słabości polskich instytucji demokratycznych, zwłaszcza władzy wykonawczej, analiza współzawodnictwa na polskiej scenie politycznej i instytucjonalizacji partii politycznych w Polsce, opis polskich elit politycznych. W 2005 był członkiem Honorowego Komitetu Poparcia Lecha Kaczyńskiego w wyborach prezydenckich.
Wraz z Rafałem Dutkiewiczem, Janem Rokitą i Kazimierzem Michałem Ujazdowskim był w 2008 twórcą portalu internetowego Polska XXI. Później zasiadał w radzie ruchu obywatelskiego o tej nazwie, istniejącego w latach 2008–2010.
We wrześniu 2024 został laureatem nagrody Krakowska Książka Miesiąca za publikację Kraków - miasto zero.

## Publikacje
- Równi i równiejsi. Rzecz o związkach zawodowych w Polsce (wraz z K. M. Ujazdowskim), Warszawa 1993;
- Przywództwo państwowe czy administrowanie, [w:] Dobry i sprawny rząd, Kazimierz M. Ujazdowski (red.), Warszawa 1997;
- Ordynacja przeciw niezaplanowanej rewolucji, [w:] Nowa ordynacja wyborcza, A. Wołek (red.), Warszawa 1999;
- Myśl polska wobec cywilizacji komunizmu, [w:] Antykomunizm po komunizmie, J. Kloczkowski (red.), Kraków 2000;
- Narodowa czy państwowa? Spór o kształt polityki polskiej w XX stuleciu, [w:] Narody i historia, A. Rzegocki (red.), Kraków 2000;
- Trzecia Rzeczpospolita – kłopoty z tożsamością, [w:] Państwo jako wyzwanie, A. Rzegocki (red.), Kraków 2000;
- Demokracja postkomunistyczna, czyli o niedostrzeganym aspekcie systemu wyborczego, [w:] Zmiana ordynacji wyborczej?, A. Wołek (red.), Kraków 2005;
- Konserwatyzm i religia w praktyce politycznej Trzeciej Rzeczypospolitej, [w:] Religia i konserwatyzm: sprzymierzeńcy czy konkurenci?, P. Mazurkiewicz, S. Sowiński (red.), Wrocław 2004;
- Przywództwo i instytucje, [w:] Budowanie instytucji państwa 1989–2001. W poszukiwaniu modelu, Warszawa 2004;
- Solidarność – przerwanie polskiej tradycji insurekcyjnej?, [w:] Póki my żyjemy… Tradycje insurekcyjne w myśli polskiej, J. Kloczkowski (red.), Warszawa 2004;
- System polityczny Trzeciej Rzeczypospolitej, [w:] Nauka o państwie, P. Kaczorowski (red.), Warszawa 2006;
- Gabinety polityczne: niedostrzeżona szansa, [w:] Gabinety polityczne. Narzędzia skutecznego rządzenia, D. Bach-Golecka (red.), Kraków–Nowy Sącz 2007; Państwowość PRL w polskiej refleksji politycznej lat 1956–1980, Kraków 2007[5][6].
- Wyjście awaryjne. O zmianie wyobraźni politycznej (2018) ISBN 978-83-65271-72-3

- Miejski grunt. 250 lat polskiej gry z nowoczesnością (2021) ISBN 978-83-66147-21-8
- Kraków - miasto zero, Kraków 2024